# Picoti
Picoti est un magazine mensuel français pour enfants, édité par Milan Presse, filiale du groupe Bayard Presse.
Depuis sa première parution en octobre 1989, il éveille les bébés dégourdis de 9 mois à 3 ans. Il a 28 pages cartonnées avec des coins arrondis adaptées aux mains des petits lecteurs.

## Rubriques
Le monde des bébés (pages 2 à 5) est une rubrique écrite et illustrée par Sandrine Herrenschmidt. La première page sert à nommer des éléments de la vie quotidienne des tout-petits, et une petite histoire les met en scène. Et à la fin, une question simple incite le petit lecteur à parler.
Ferdinon (pages 6 à 9) met en scène Ferdinon, un bébé mouton (un agneau) de dix-huit mois qui adore plus que tout ... dire NON! (ça veut dire qu'il est en pleine phase d'opposition) Rubrique écrite par Agnès Cathala et illustrée par Laurence Jammes et Marc Clamens ,son rôle est d'accompagner les tout-petits et leurs parents durant cette phase. 
Tournimagier (pages 10 et 11) est une des trois seules rubriques à paraître irrégulièrement dans Picoti. Elle alterne avec Encyclobébé et Enfantine. 
Cette rubrique présente cinq images en 3D pour que le lecteur en déduise l'activité de Bonhomme, le héros de cette rubrique. Pour vérifier la réponse, c'est facile! Il suffit de retourner le magazine.
Encyclobébé (pages 10 et 11) est une sorte de "mini-encyclopédie" qui présente une illustration d'animal au lecteur à la page 10 et un gros plan sur la fourrure de l'animal en page 11 (ça peut aussi être des piquants). Elle alterne avec Tournimagier et Enfantine.
Enfantine (pages 10 et 11) présente des comptines célèbres avec une photo de bébé en noir et blanc. Cette rubrique alterne avec Tournimagier et Encyclobébé.
Picoti surprise (pages 12 à 17) est la rubrique de jeux de Picoti avec de grandes pages à déplier et des pages prédécoupées pour exercer la dextérité et la motricité du petit lecteur.
Pikou (pages 18 à 23), est un personnage des débuts de Picoti. La demande de la rédaction était de créer un personnage attachant, à qui les tout-petits s'identifient, en particulier dans les moments forts de leur vie, qu'ils soient négatifs (une bêtise, une dispute) ou positifs (une fête, une activité). La vie de Pikou est très typique, très banale en somme, mais Pikou est un personnage actif. Sa vie est plus un reflet de la vie quotidienne typique des tout-petits qu'une histoire exceptionnelle. Il a la particularité de trouver des solutions à chaque problème. Il y paraît depuis le Picoti numéro 1 (de novembre 1989) paru en octobre 1989. Pikou fût créé en octobre 1989 par Nicole Baron et Bernard Giroud. En 1992, Colette Barbé-Julien se joint à Nicole Baron et Bernard Giroud et le trio publia des livres brochés de Pikou entre 1992 et 1999. Le couple d'illustrateurs garda son rôle jusqu'en 2013, date où Elsa Fouquier prit la relève. Du côté des scénaristes, Emmanuelle Cabrol est chargée du scénario depuis mars 2000, et cela n'a pas changé depuis. Il paraît dans Picoti sous forme de petits épisodes de 6 pages, avec seulement 3 lignes de texte par page et les dialogues sont très simples, car ils doivent être parfaitement compris par des tout-petits.
Cache-cache (pages 24 à 27) est une autre rubrique de jeux avec une page prédécoupée à manipuler, avec des manipulations qui amusent et surprennent le petit lecteur.